# Abdul-Salam al-Majali
Abdul-Salam al-Majali (født 18. februar 1925, død 3. januar 2023) var Jordans ministerpræsident 1993-1995 og 1997-1998. Han underskrev 26. oktober 1994 en fredsaftale med Israel og afsluttede dermed 46 års krigstilstand.